# 布尔什维克

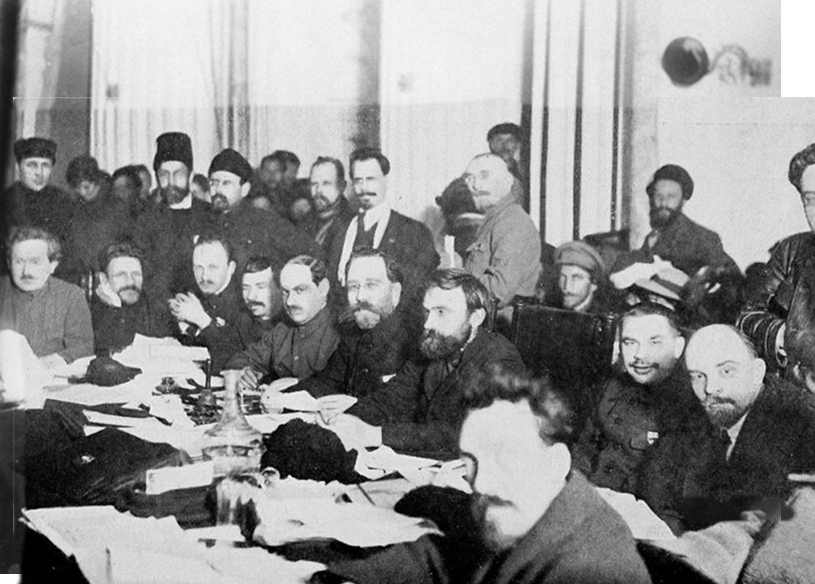
布尔什维克正举行会议。最右边是列宁 。

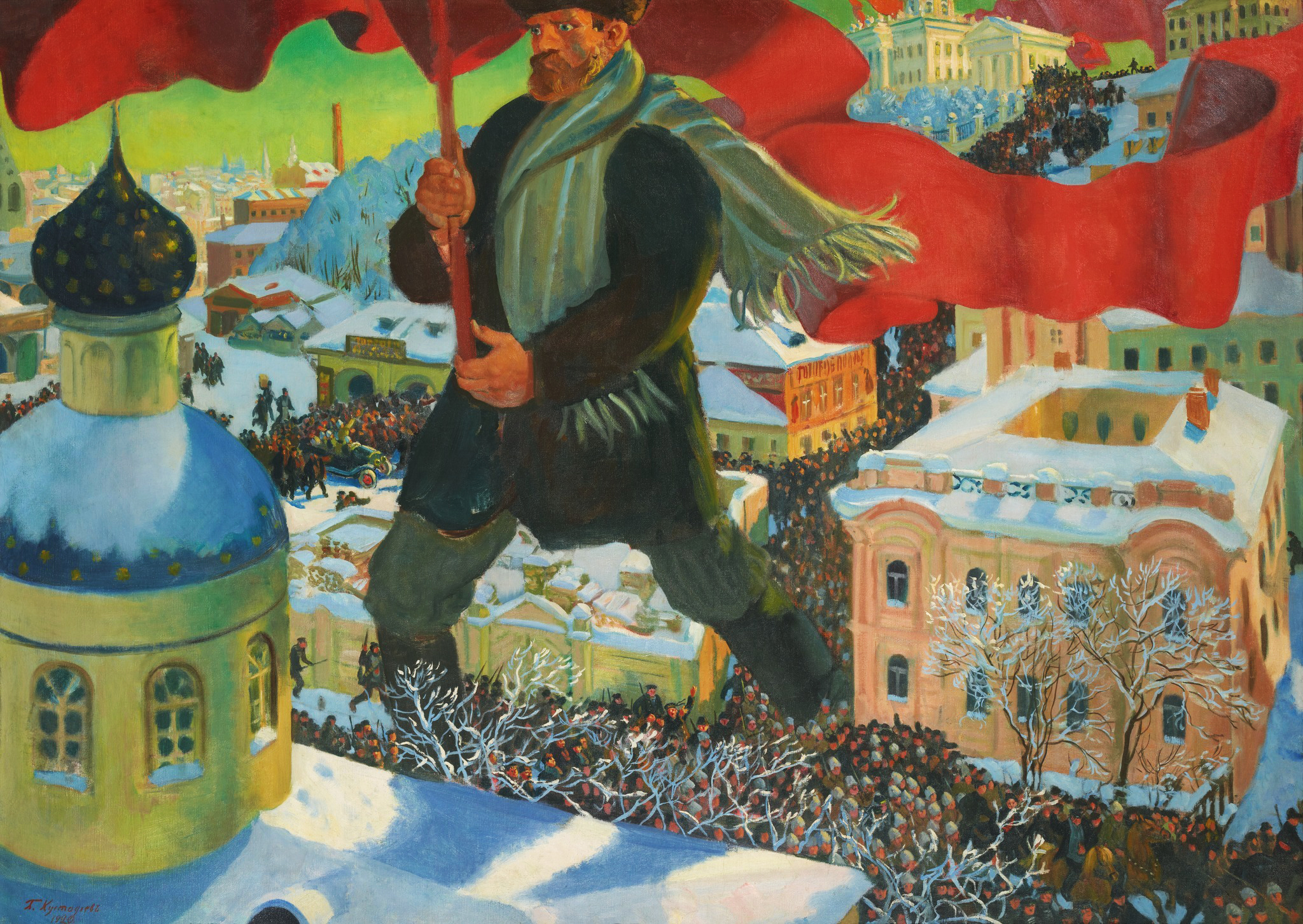
库斯妥迪耶夫1920年的作品布尔什维克

布尔什维克（羅馬化：bol'shevik，直译：「“多数派”」），旧译布尔塞维克，舊粵譯寳斯域、保利斯域、保斯域、保路斯域，是俄国社会民主工党的一个政治派别。布尔什维克派的领袖人物列宁认为，社会民主工党应该建立一个以少数“职业革命家”为核心、多数党员对其绝对服从的组织模式，即民主集中制，这遭到了党内另一派的质疑和反对。
1903年在布鲁塞尔和伦敦举行的俄国社会民主工党第二次代表大会上，布尔什维克派与党内的另一派孟什维克因意见不合最终分道扬镳。在《火星报》编辑部领导层选举时，由于布尔什维克人数多于对方，因此以俄语“多数派”得名。1917年，布尔什维克透过十月革命以革命夺取了俄国政权，最终在日后成为苏联共产党。
直到1917年十月革命前，布尔什维克在全俄罗斯苏维埃代表大会中实际上是少数。布尔什维克在俄语中的字面含义“多数派”指的是这一派在俄国社会民主工党内占多数。

## 名字起源
布尔什维克在俄语中意为“多数派”，孟什维克在俄语中意为“少数派”。实际上在1903年俄国社会民主工党第二次代表大会的大部分时间里，以列宁为首的派别都处于少数的地位，反对派马尔托夫的条文则以28票赞成、22票反对和1票弃权最终获胜通过。而在大会闭幕不久后的第27次会议中，由于“崩得”与经济派代表的退出，列宁派以24：20居微弱多数，故从此被称为“多数派”（布尔什维克）。

## 两派分裂
在俄国社会民主工党第二次代表大会中，列宁提出效仿民意党，建立一套围绕少数“职业革命家”为核心、党员对核心高度服从的集权化的组织模式，即民主集中制。并认为党员应严密组织化，人数应受到限制，“凡承认党纲、在物质上支持党并亲自参加党的一个组织的人，才可以作为党员”。认为普通的支持者必须排除于党外。而列宁的老友兼同学马尔托夫反对列宁的观点，坚持以第二国际为建党模式，主张把一切愿意入党的人全部吸收进来，并认为党员并不需要高度集中化组织化，只需“经常亲自协助党”就行了。列宁的民主集中制也同样受到罗莎·卢森堡和列夫·托洛茨基等人的质疑。普列汉诺夫严厉地批评列宁不是真正的马克思主义者而是“雅各宾俱乐部分子”，是“新的罗伯斯庇尔”。起初两派的争执尚未达到不可调和的程度。但在《火星报》编委会选举中，列宁要求裁减编委的人数以削减马尔托夫支持者比例，引起后者的不满和退出编辑社，最终使两派逐渐走向分裂。

## 历史
1903年，在俄国社会民主工党第二次代表大会上，列宁提出实行民主集中制，导致党分裂出了两个派别——孟什维克和布尔什维克。两派的人员组成处于不稳定状态，经常有重要的成员转换派别。原本支持布尔什维克的“俄国马克思主义之父”普列汉诺夫，在1904年后转而支持孟什维克的观点。而早先拥护孟什维克的托洛斯基，则在1904年9月共同反对自由派时，与列宁和布尔什维克派达成和解并结盟。托洛斯基个人在这阶段以“中立的社会民主党人”自称。
1905年4月，布尔什维克在伦敦召开了只有布尔什维克派参加的会议，布党称之为“俄国社会民主工党第三次代表大会”。而孟什维克也独立召开了自己的会议，名义上从属于俄国社会民主工党的两派走向实质分裂；直到1912年，布尔什维克在布拉格党会议上把孟什维克驱逐出党，两个派别才正式断绝关系，成为互相独立的政党。
1905年俄国革命中，布爾什維克在当时由托洛茨基刚接手的圣彼得堡苏维埃中占少数，在莫斯科苏维埃中占多数。
1917年科尔尼洛夫事件后，布尔什维克开始在彼得格勒苏维埃中占多数。同年6月至7月，托洛茨基加入布尔什维克后，率领区联派并入布尔什维克，壮大了布尔什维克的力量，这一举动促成了十月革命的爆发。11月7日，列宁和托洛茨基共同领导了十月革命，并成立了苏维埃俄国。十月革命后，布尔什维克开始在全俄罗斯苏维埃代表大会占多数。
1918年，改称俄国共产党（布尔什维克），简称俄共（布）；1925年，改称全联盟共产党（布尔什维克），简称联共（布）。
1922年，苏维埃社会主义共和国联盟成立。
1924年，布尔什维克领导人列宁去世。同年，左翼反对派（托洛茨基主义派）开始活动，对抗“三驾马车”为首的斯大林主义势力。1927年，左翼反对派（托洛茨基主义派）的斗争在斯大林主义势力的围堵下失败。
1928年，联共（布）十五大结束后，托洛茨基被斯大林流放至哈萨克，1929年将其驱逐出境。
1936年，大清洗开始，许多的老布尔什维克和前沙俄军官被清洗，并造成近100余万人非正常死亡。1938年，托派主导的第四国际成立。
1952年，全联盟共产党（布尔什维克）改称苏联共产党，简称苏共。1991年8月八一九事件后，苏共中央总书记戈尔巴乔夫辞职，苏共在1991年11月6日被叶利钦宣布为非法组织而解散，由各加盟共和国境内的共产党继承政治遗产。